# جين ستيفنسون (مؤرخة)
جين ستيفنسون (بالإنجليزية: Jane Stevenson)‏ هي مؤرخة بريطانية، ولدت في 1959.